# Starovarvarivka
Starovarvárivka o Starovarvárovka (en ucraniano: Староварварівка, en ruso: Староварваровка) es un poblado del raión de Oleksandrivka, del óblast de Donetsk, Ucrania, que en el censo de población de 2001 registró 849 habitantes.
Dispone de una reversa paisajística de más de 500 ha. de lugares señalados por normativa como complejos naturales valiosos y típicos.